# Mirsad Türkcan
Mirsad Türkcan (Srp. ćirilica: Мирсад Туркџан, prevedeno Mirsad Turkdžan; Novi Pazar, 7. lipnja 1976.) je turski profesionalni košarkaš bošnjačkog podrijetla. Igra na poziciji krilnog centra, a trenutačno je član turskog euroligaša Fenerbahçe Ülkera. 
Rođen kao Mirsad Jahović (Мирсад Јаховић), otišao je živjeti u Tursku i promijenio je svoje prezime u Türkcan. U to vrijeme dobio je i tursko državljanstvo i počeo igrati za tursku košarkašku reprezentaciju. 

## Karijera

#### NBA
Izabran je na NBA draftu 1998. od strane Houston Rocketsa, ali u siječnju 1999. Rocketsi su ga zamijenili u Philadelphia 76ers. 76ersi su ga u ožujku iste godine prodali u New York Knickse, gdje je ukupno odigrao 7 utakmica. Još je igrao za Milwaukee Buckse, a u veljači 2000. otpušten je iz kluba.  

#### Europa
U sezoni 2000./2001. vratio se u Evropu, gdje je prvotno igrao za Efes Pilsen, a kasnije za Pariz Basket Racing. U sezoni 2002./2003. nastupao je za CSKA iz Moskve, a u sljedećoj za talijanski Montepaschi iz Siene. U sezoni 2003./2004. ponovo je bio član moskovskog CSKA. U sezoni 2004./2005. bio je član ruskog Dinama. U ljeto 2006. potpisao je ugovor s turskim Fenerbahçe Ülkerom. 

## Vanjske poveznice
- Profil na Fenerbahçe Ülker
- Profil na Euroleague.net
- Profil na NBA.com